# Pilia
Pilia es un género de arañas araneomorfas de la familia Salticidae. Se encuentra en el sur de Asia y Nueva Guinea.   

## Lista de especies
Según The World Spider Catalog 12.5::
- Pilia albicoma Szombathy, 1915
- Pilia escheri Reimoser, 1934
- Pilia saltabunda Simon, 1902